# کارلو میراندا
کارلو میراندا (به ایتالیایی: Carlo Miranda) (زاده ۱۵ اوت ۱۹۱۲ – درگذشته ۲۸ مه ۱۹۸۲ در ناپل) ریاضیدان اهل ایتالیا بود.

## زندگی و کارنامه
میراندا در سال ۱۹۳۱ تحت سرپرستی ماورو پیکونه در ناپل دانش آموخته شد و بیدرنگ به عنوان دستیار او در رم مشغول به کار شد. در ۱۹۳۳ درجه شایستگی را به دست آورد و پس از گذراندن یک فرصت مطالعاتی در پاریس در جنووا به درجه استادی رسید. او همچنین استاد دانشگاه‌های تورین (۱۹۴۱) و ناپل (۱۹۴۳) نیز بود. او به همراه رناتو کاچیپولی مؤسسه ریاضیات را در ناپل بازسازی کرد و از ۱۹۵۶ تا ۱۹۶۸ مدیر دانشکده علوم در ناپل بود. وی همچنین از سال ۱۹۵۸ تا ۱۹۶۴ رئیس اتحادیه ریاضیات ایتالیا بود.
زمینه کاری میراندا همچون استادش پیکونه، آنالیز ریاضی بود و او پژوهشهایی در زمینه معادلات انتگرال و معادلات دیفرانسیل بیضوی و کاربردهای حساب تغییرات و آنالیز تابعی در فیزیک ریاضی انجام داد. فرم چندمتغیره قضیه مقدار میانی به نام قضیه میراندا با پوانکاره-میراندا شناخته شده‌است. پوانکاره، این گزاره را بدون اثبات مطرح کرده بود و میراندا نشان داد که این گزاره با قضیه نقطه ثابت براوئر معادل است.
در نظریه تابع ها، تعمیم‌هایی که میراندا از قضایای مونتل و شوتکی داد نامبردار هستند. میراندا توانست این قضایا را که تا آنزمان با این فرض اثبات شده بودند که توابع هولومورف مورد بحث مقدار صفر و ۱ را نمی‌پذیرند، به این فرض فروبکاهد که این تابع ها، مقدار صفر و مشتقشان مقدار ۱ را نمی‌پذیرد. در سال ۱۹۵۴ او جایزه اورانیا را در ناپل دریافت کرد و در ۱۹۶۰ مدال طلای دستاوردهای علمی به وی داده شد.

## آثار
- Lezioni di analisi algebrica: Anno accademico 1937-38: R. Università di Genova. Facoltà di Ingegneria, Genova, Sezione editoriale del GUF, 1938
- Le soluzioni fondamentali delle equazioni ellittiche, Bologna, N. Zanichelli, 1957
- Istituzioni di matematica, Napoli, Liguori, 1970
- Partial differential equations of elliptic type, 2nd revised edition, New York, Springer Verlag, 1970